# Gianni Bismark
Gianni Bismark, pseudonimo di Tiziano Menghi (Roma, 19 gennaio 1991), è un rapper e cantautore italiano.

## Biografia
Menghi ha iniziato a incidere i primi pezzi nel 2015 con il nome di Gianni Bismark – derivante da quello del calciatore giallorosso Gianni Guigou – e nello stesso anno pubblica il suo mixtape d'esordio intitolato Gianni Bismark Mixtape. Dal 2016 ha cominciato a collaborare con vari esponenti della scena trap romana, fra cui la Dark Polo Gang, comparendo nel mixtape di Pyrex The Dark Album nella traccia Latte di suocera. Il 20 dicembre 2016 Gianni Bismark ha pubblicato da indipendente il suo primo album in studio, Sesto senso. Nel 2018 è entrato a far parte della Triplosette Entertainment, etichetta discografica indipendente della Dark Polo Gang, e sotto essa ha pubblicato i singoli Ci vedo lungo, e Serie B.
Il 4 gennaio 2019 Gianni Bismark ha pubblicato il singolo Pregiudicati con la collaborazione del rapper Izi, che ha anticipato l'uscita del suo secondo album, intitolato Re senza corona, pubblicato il successivo 18 gennaio e dal quale il 14 aprile ha estratto il singolo For Real che ha visto la partecipazione di Dani Faiv. L'album ha raggiunto la 17ª posizione della Classifica FIMI Album. Il singolo "Università" estratto dallo stesso album è stato certificato oro nel febbraio del 2021.
Il 6 marzo 2020 Gianni Bismark ha pubblicato il singolo Gianni nazionale che ha anticipato l'uscita del suo terzo album, Nati diversi, uscito il 27 marzo seguente. L'album ha debuttato al 4º posto in classifica, e otto delle dodici tracce sono entrate nella top 100 della Top Singoli, per un totale di oltre 5 milioni di riproduzioni in streaming nella prima settimana. Il 9 ottobre 2020 pubblica una seconda versione del suo disco dal nome Nati Diversi - Ultima Cena, con alcuni brani inediti, tra cui una collaborazione con Emma Marrone.  Nell'aprile del 2023 il disco viene certificato disco d'oro.
Successivamente, il primo dicembre del 2021, pubblica il singolo C'avevo un amico e il 17 febbraio 2022 pubblica Febbre a febbraio che vede la partecipazione di Lil Kvneki, artista che fa parte del famoso duo degli Psicologi.
Questi due singoli anticipano l'uscita del suo quarto album Bravi ragazzi che vede le collaborazioni di Franco126, Ketama126, Gemitaiz, Speranza, Jake La Furia e il già citato Lil Kvneki.
Il 24 novembre 2023 esce il singolo Vita Mignotta che anticipa l'uscita del suo quinto disco Andata e Ritorno, il 15 dicembre 2023, che vede i featuring dei Tiromancino,  di  Noemi, Noyz Narcos e Bresh.

## Discografia

### Album in studio
- 2016 – Sesto senso
- 2019 – Re senza corona
- 2020 – Nati diversi
- 2022 – Bravi ragazzi
- 2023 – Andata e ritorno

### Mixtape
- 2015 – Gianni Bismark Mixtape

### Singoli
- 2018 – Ci vedo lungo
- 2018 – Serie B
- 2018 – Gianni B
- 2019 – Pregiudicati (feat. Izi)
- 2019 – For Real (feat. Dani Faiv)
- 2020 – Gianni nazionale
- 2020 – C'hai ragione tu (feat. Emma Marrone)
- 2021 – C’avevo un amico
- 2022 – Febbre a febbraio (feat. Lil Kvneki)
- 2022 – Passerà (feat. Franco126)
- 2023 – Panni sporchi
- 2023 – Studiami
- 2023 – Non dirmi di no
- 2023 – Vita mignotta

### Collaborazioni
- 2016 – Dark Polo Gang feat. Gianni Bismark – Latte di suocera (da The Dark Album)
- 2019 – Drone126 feat. Pretty Solero, Ketama126 e Gianni Bismark – Non a me (da Cuore sangue sentimento)
- 2019 – Oni One feat. Gianni Bismark – Volti coperti
- 2019 – Vaz Tè feat. Gianni Bismark e Bresh - Pesche & vino (da Waiting Room EP)
- 2019 – Gionni Gioielli feat. Gianni Bismark e Blo/B – Kuala Lumpur (da Michele Alboreto)
- 2020 – Ntò feat. Gianni Bismark – Ti faccio ricca (da Nevada)
- 2020 – Dani Faiv feat. Gianni Bismark – Facce finte (da Scusate)
- 2020 – Gionni Gioielli feat. Gianni Bismark – Matteo Salvini (da Pray for Italy)
- 2021 – Nerone feat. Gianni Bismark e Axos – Madafacca (da Maxtape)
- 2021 – Side Baby feat. Gianni Bismark – Ricordami (da Il ritorno del vero)
- 2022 – Nex Cassel feat. Gianni Bismark – Tenere conto (da Mercato nero)
- 2023 – Dani Faiv feat. Gianni Bismark – Danger (da Teoria del contrario mixtape vol. 2)
- 2023 – LoveGang126 feat. Gianni Bismark – Doppio filo (da Cristi e diavoli)